# Narodnyj Futbol'nyj Klub Urahan

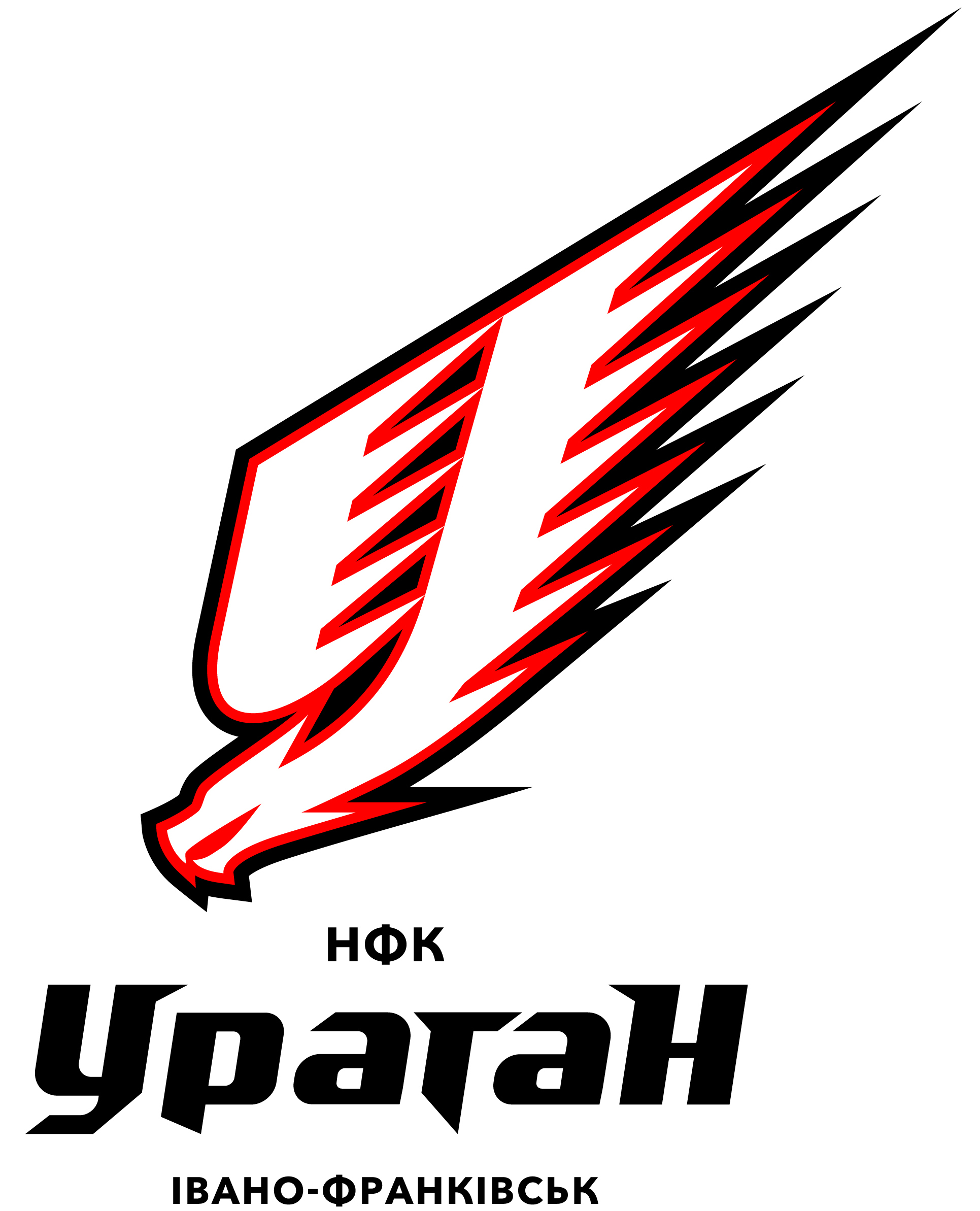

Il Narodnyj Futbol'nyj Klub Urahan, noto semplicemente come Urahan, è una società ucraina di calcio a 5 con sede a Ivano-Frankivs'k.

## Storia
Fondato il 25 ottobre del 2002, l'Urahan disputa la massima serie dalla stagione 2004-05. Nella stagione 2010-11 vince per la prima volta il campionato ucraino guadagnando il diritto di partecipare alla Coppa UEFA 2011-12. Al debutto nelle competizioni contenentali l'Urahan raggiunge il turno élite, classificandosi tra le migliori sedici formazioni d'Europa.

## Palmarès
- Campionato ucraino: 2
2010-11, 2020-21
- Coppa d'Ucraina: 2
2018-19, 2019-20